# 23217 Nayana
23217 Nayana este un asteroid din centura principală de asteroizi.

## Descriere
23217 Nayana este un asteroid din centura principală de asteroizi. A fost descoperit pe 25 octombrie 2000 la Socorro, New Mexico, în cadrul proiectului LINEAR. Asteroidul prezintă o orbită caracterizată de o semiaxă mare de 2,28 ua, o excentricitate de 0,10 și o înclinație de 4,7° în raport cu ecliptica.